# Lespedeza elliptica
Lespedeza elliptica är en ärtväxtart som beskrevs av George Bentham. Lespedeza elliptica ingår i släktet Lespedeza och familjen ärtväxter. Inga underarter finns listade i Catalogue of Life.